# Tumany
Tumany (ukr. Туманы) – czwarty album studyjny ukraińskiego piosenkarza Maksa Barskicha, wydany 8 października 2016 roku.

## Single
- „Chociu tancewat” – został wydany w 2014 roku[1].
- „Podruga – nocz” – został wydany 14 maja 2014 roku[2]. Do piosenki został wydany teledysk, który miał swoją premierę 19 grudnia 2016 roku w serwisie YouTube[3].
- „Zajmiomsia lubowju” – został wydany 26 stycznia 2016 roku[4].
- „Poslednij letnij dien” – został wydany 5 sierpnia 2016 roku[5]. Do piosenki został wydany teledysk, który miał swoją premierę 8 września 2016 roku w serwisie YouTube[6].
- „Chlop, chlop, chlop” – został wydany 13 marca 2016 roku[7]. Do piosenki został wydany teledysk, który miał swoją premierę 1 września 2015 roku w serwisie YouTube[8].
- „Tumany”/„Niewiernaja” – został wydany 23 września 2016 roku. Do piosenek został wydany teledysk, który miał swoją premierę 19 grudnia 2016 roku w serwisie YouTube[9].

## Lista utworów
Sporządzono na podstawie materiału źródłowego.
| Tumany | Tumany                  | Tumany  |
| Nr     | Tytuł utworu            | Długość |
| ------ | ----------------------- | ------- |
| 1.     | „Tumany”                | 3:26    |
| 2.     | „Poproszu”              | 3:36    |
| 3.     | „Pianaja łuna”          | 3:19    |
| 4.     | „Niewiernaja”           | 3:46    |
| 5.     | „Sliozy-woda”           | 3:49    |
| 6.     | „Fewral”                | 3:27    |
| 7.     | „Ja lublu tebia”        | 3:55    |
| 8.     | „Poslednij letnij dien” | 4:00    |
| 9.     | „Podruga – nocz”        | 3:27    |
| 10.    | „Zajmiomsia lubowju”    | 3:46    |
| 11.    | „Chociu tancewat”       | 3:34    |
| 12.    | „Chlop, chlop, chlop”   | 4:06    |
|        |                         | 44:11   |

## Personel
Sporządzono na podstawie materiału źródłowego.
- Maks Barskich – śpiew, muzyka, tekst, aranżacja, miksowanie, mastering
- Aleks Grubik – gitara
- Palagin – aranżacja
- Andrej Timoszczik – miksowanie, mastering, realizacja nagrań
- Jewgenij Muze – miksowanie, mastering
- Alan Badojew – produkcja